# Elvira Homs i Ferrés
Pour les articles homonymes, voir Homs (homonymie) et Ferres.
Elvira Homs Ferrés, née à Vilassar de Mar en 1905 et morte en 1954 à Barcelone, est une peintre catalane.

## Biographie
Fille de la peintre Maria Ferrés Puig et de l'architecte Lluís Homs, Elvira Homs naît dans la ville de Vilassar de Mar en 1905.
Elle étudie l'art avec Emília Coranty Llurià.
Elle expose en 1926 aux Galeries Dalmau de Barcelone.
Dans les années 1930, elle intègre l'Agrupació d'Aquarel·listes de Catalunya (en français : Rassemblement des Aquarellistes de Catalogne), et participe aux expositions de la Sala Parés.
En 1931, elle prend part au concours de peinture Montserrat vist pels pintors catalans, organisé par le Cercle artistique de Saint Luc.
Son œuvre est influencée par le futurisme.